# Campeonato Amateur de Guayaquil 1937
El Campeonato Amateur de Guayaquil de 1937, más conocido como Liga de Guayaquil 1937, fue la 16.ª edición de los torneos amateurs del Guayas y fue organizado por la FEDEGUAYAS.
Durante este torneo se coronaría como campeón del torneo al Italia que no solo lograría su segundo título, sino también sería el quinto conjunto en llegar a ser campeón invicto después que lo hicieran las escuadras de Sporting Packard,Gral. Córdova,Racing Club y Athletic de Guayaquil en las ediciones de 1926,1927,1928, 1931 y 1932 respectivamente, aparte sería el equipo con más goles en la temporada con 22 goles,así mismo solo recibiría 8 goles en contra siendo este el conjunto con la valla menos vencida, el subcampeonato terminaría en manos del 9 de Octubre que obtendría su primer subcampeonato el primero de los 6 que terminaría teniendo en la historia del torneo. Mientras que en el tema del descenso, bajaría el equipo de Español que no volvería a jugar en la primera división hasta el torneo 1945 siendo este el equipo con menos goles a favor con 9 goles misma cantidad que tendría el equipo de LDE(G), pero en la definición de goles contra el cuadro hispano terminaría con 29 goles en contra, siendo este el equipo más batido durante todo el torneo. En el tema del ascenso se decidió que ningún equipo ascendiera hasta la siguiente temporada.
El Italia obtendría por primera vez el título en este torneo mientras que el 9 de Octubre obtendría su primer subcampeonato.

## Formato del torneo
La Liga de Guayaquil 1937 se jugó con el formato de una sola etapa y fue de la siguiente manera:
Primera Etapa (Etapa Única)
La Primera Etapa se jugó un todos contra todos en encuentros de solo ida dando un total de 7 fechas en la cual se definirá al campeón e subcampeón de la temporada a los dos equipos de mejor puntaje en caso de igualdad de puntos se lo definiría por gol diferencia.

## Sede
| Guayaquil        |
| ---------------- |
| Municipal        |
| Capacidad: 5 000 |
|                  |

## Equipos participantes
Estos fueron los 7 equipos que participaron en la Liga de Guayaquil de 1937.
| Equipos participantes | Equipos participantes | Equipos participantes | Equipos participantes |
| --------------------- | --------------------- | --------------------- | --------------------- |
| Español               | LDE(G)                | Panamá                | 9 de Octubre          |
| Italia                | Norte América         | Patria                |                       |

## Única Etapa

### Partidos y resultados
| Fecha 1      | Fecha 1   | Fecha 1          |
| Equipo Local | Resultado | Equipo Visitante |
| ------------ | --------- | ---------------- |
| 9 de Octubre | 4-0       | Panamá           |
| Italia       | 4-0       | Patria           |
| LDE(G)       | 4-0       | Español          |

| Fecha 2      | Fecha 2   | Fecha 2          |
| Equipo Local | Resultado | Equipo Visitante |
| ------------ | --------- | ---------------- |
| Panamá       | 3-0       | Español          |
| Norteamérica | 1-2       | Norteamérica     |
| Italia       | 2-1       | LDE(G)           |

| Fecha 3      | Fecha 3   | Fecha 3          |
| Equipo Local | Resultado | Equipo Visitante |
| ------------ | --------- | ---------------- |
| Panamá       | 8-2       | LDE(G)           |
| 9 de Octubre | 7-2       | Patria           |
| Italia       | 2-1       | Norteamérica     |

| Fecha 4      | Fecha 4   | Fecha 4          |
| Equipo Local | Resultado | Equipo Visitante |
| ------------ | --------- | ---------------- |
| Patria       | 6-0       | LDE(G)           |
| Panamá       | 2-2       | Norteamérica     |
| Español      | 1-1       | 9 de Octubre     |

| Fecha 5      | Fecha 5   | Fecha 5          |
| Equipo Local | Resultado | Equipo Visitante |
| ------------ | --------- | ---------------- |
| 9 de Octubre | 2-0       | LDE(G)           |
| Italia       | 5-0       | Español          |
| Norteamérica | 3-4       | Patria           |

| Fecha 6      | Fecha 6   | Fecha 6          |
| Equipo Local | Resultado | Equipo Visitante |
| ------------ | --------- | ---------------- |
| Italia       | 3-2       | 9 de Octubre     |
| Panamá       | 4-4       | Patria           |
| Norteamérica | 10-3      | Español          |